# Фаменин
Фамени́н, или Фамини́н, или Фамани́н (перс. فامنین‎) — город на западе Ирана, в провинции Хамадан. Входит в состав шахрестана  Хамадан. Девятый по численности населения город провинции.

## География
Город находится в северо-западной части Хамадана, в горной местности, на высоте 1 634 метров над уровнем моря.
Фаменин расположен на расстоянии приблизительно 50 километров к северо-востоку от Хамадана, административного центра провинции и на расстоянии 215 километров к юго-западу от Тегерана, столицы страны.

## Население
На 2006 год население составляло 14 019 человек; в национальном составе преобладают азербайджанцы, в конфессиональном — мусульмане-шииты.